# Géographie de la Drôme

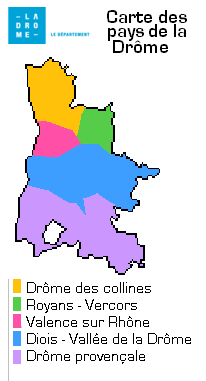
Les pays de la Drôme.

La Drôme est un des douze départements de la région Auvergne-Rhône-Alpes. Sa superficie est de 6 530 km2 pour près de 438 000 habitants.
La Drôme s'étend surtout en longueur du nord-ouest au sud-est. Les départements voisins les plus frontaliers sont l'Ardèche à l'Ouest, l'Isère au Nord, les Hautes Alpes à l'Est , les Alpes de haute provence et le Vaucluse au Sud. La plus grande longueur qu'on puisse trouver s'étend de Saint-Rambert-d'Albon à Montfroc, à vol d'oiseau près de 150 kilomètres. Sa largeur varie beaucoup : 25 kilomètres à hauteur de Tain-l'Hermitage, 50 kilomètres à hauteur de Valence, 90 kilomètres vers Saillans et 60 kilomètres du côté de Grignan.
La plus grande partie du territoire fait partie du domaine alpin, le reste s'étendant sur une zone de transition avant la vallée du Rhône. Le Rhône sert de limite occidentale au département.
Le département connait une densité de population de 67 hab/km2. Mais la situation est très contrastée avec 2 hab/km2 dans la montagne Dioise et 218 hab/km2 dans la vallée du Rhône.
La majeure partie de la population se concentre donc dans la vallée du Rhône, dans les deux principales villes que sont Valence et Montélimar, regroupant 20% de la population départementale. En 2022, la population de la Drôme est de 534 077 hab. (Insee)

## Physionomie du département
| \| Dévoluy Vercors Baronnies Diois Saou Valdaine Valentinois Drôme des Collines Tricastin Monts de Vaucluse \| Carte topographique de la Drôme |
| Dévoluy Vercors Baronnies Diois Saou Valdaine Valentinois Drôme des Collines Tricastin Monts de Vaucluse                                       |

### Altitude
Le point le plus élevé du département est le Rocher Rond (2 453 mètres), et non pas le Roc de Garnesier (2 388 mètres) comme on le voit écrit très souvent.
Le point le plus bas est à 50 mètres à l'endroit où le Rhône quitte le département.

### Le relief
La montagne occupe environ les deux tiers de la superficie du département.
On distingue plusieurs massifs :
- Le Vercors et le Diois

Sur la partie est, la Drôme partage avec l'Isère les hauts plateaux du Vercors à une altitude comprise entre 1 400 et 1 800 mètres. À l'ouest, on trouve sur un plateau à une altitude d'environ 1 000 m la plupart des villes drômoises du Vercors : la Chapelle-en-Vercors, Saint-Agnan-en-Vercors, Vassieux-en-Vercors et sur le piémont Saint-Jean-en-Royans. Au sud, dominant la ville de Die, Luc-en-Diois, Chatillon-en-Diois, puis Saillans vers l'ouest, on trouve la montagne du Glandasse, prolongement étroit du Vercors sous forme de barrière rocheuse, où plusieurs sommets sont proches ou atteignent les 2 000 mètres d'altitude.
Cette partie du département est constituée principalement de terrains calcaires ou marneux, diversement karstifiés.
- Les préalpes du sud (Dévoluy, Baronnies) :

C'est dans le massif du Dévoluy, partagé entre l'Isère, les Hautes-Alpes et la Drôme que se trouve le point culminant de la Drôme : le Rocher Rond, 2 453 m. Il s'agit de la partie la plus orientale de la Drôme et représente un faible pourcentage de la superficie totale du département.
Le bassin versant côté Drôme alimente le Buëch, tandis que le versant côté Hautes-Alpes déverse ses eaux dans le Drac. Le massif du Dévoluy culmine en Isère à l'Obiou (2 793 mètres).

Paysages de la Drôme :
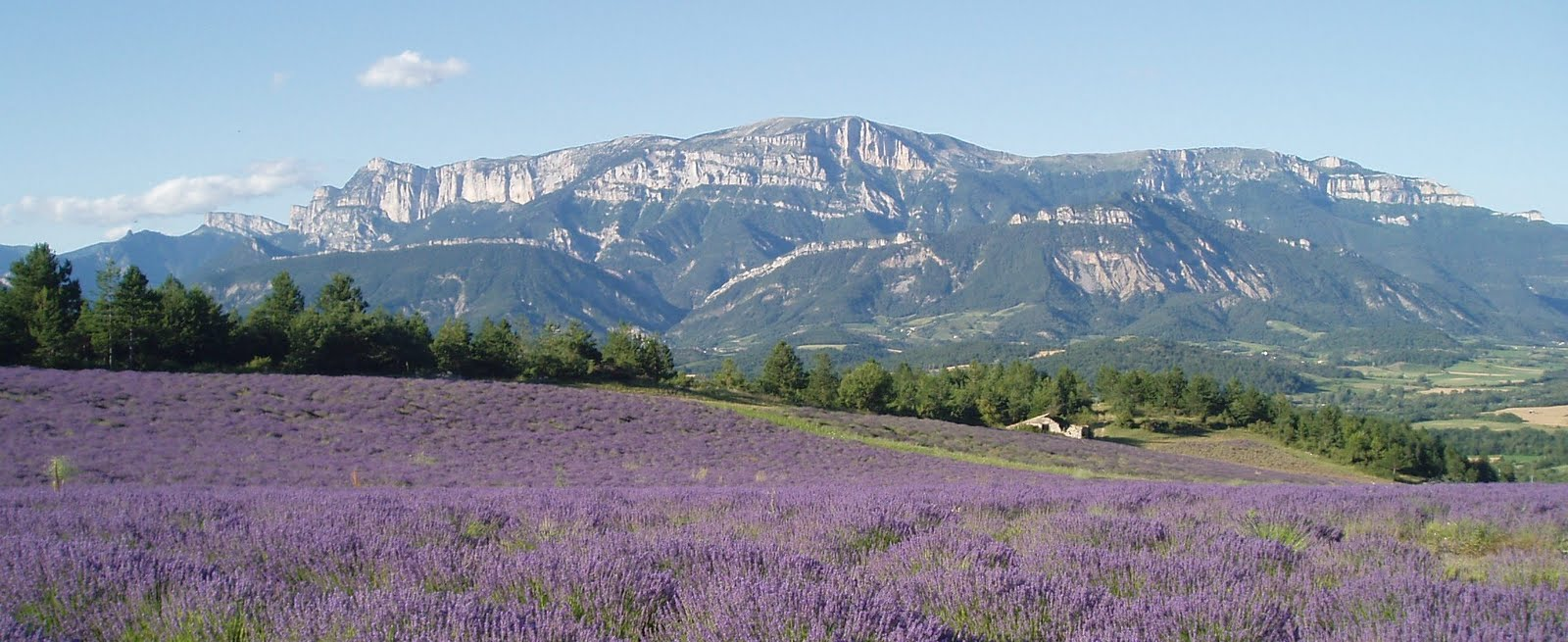
Champs de lavande et Le Glandasse (Pié Ferré), dans l'est.
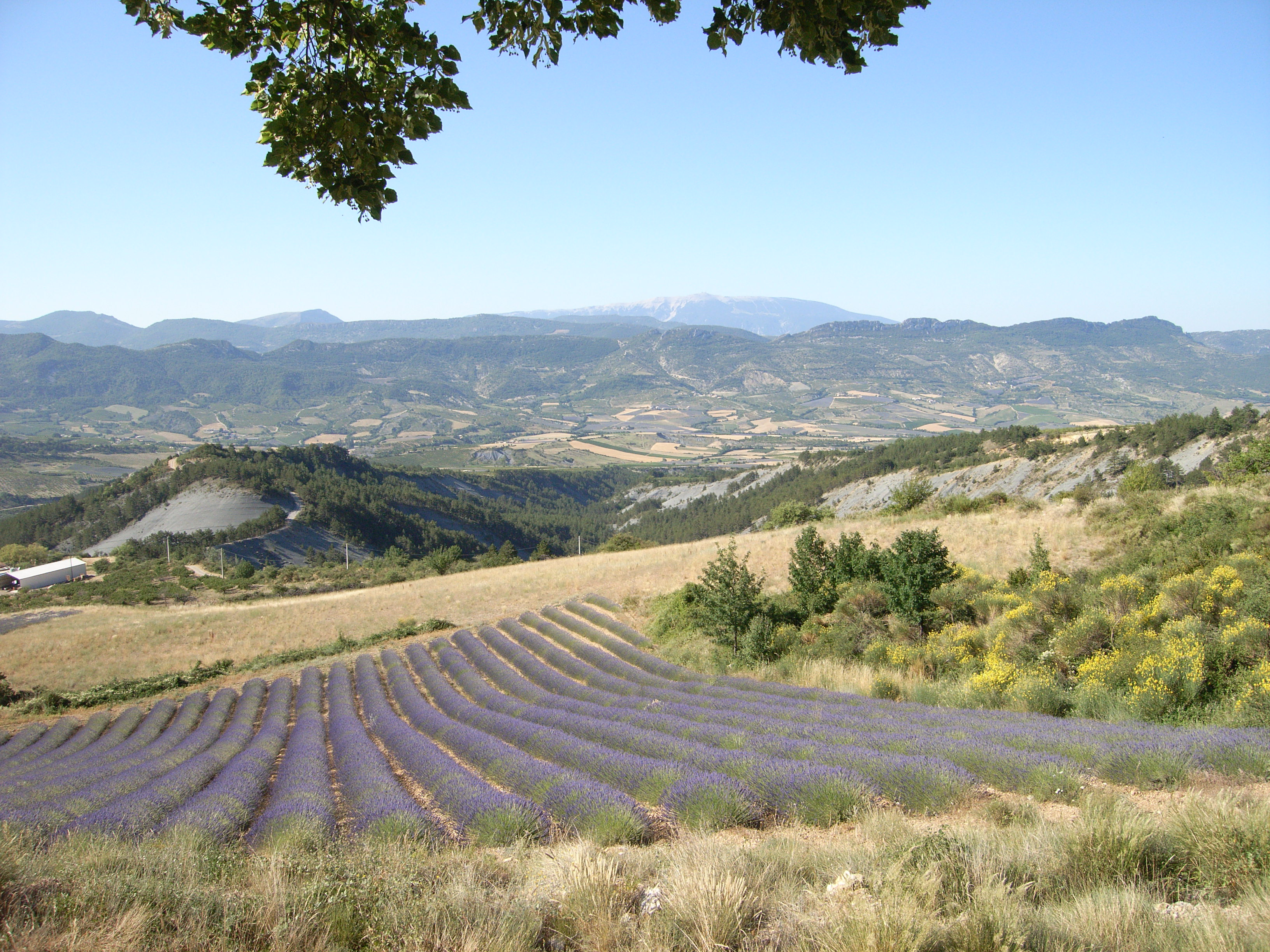
Les Baronnies : vallée de Sainte-Jalle vue du col de Soubeyrand, dans le sud. Au fond le mont Ventoux (Vaucluse).
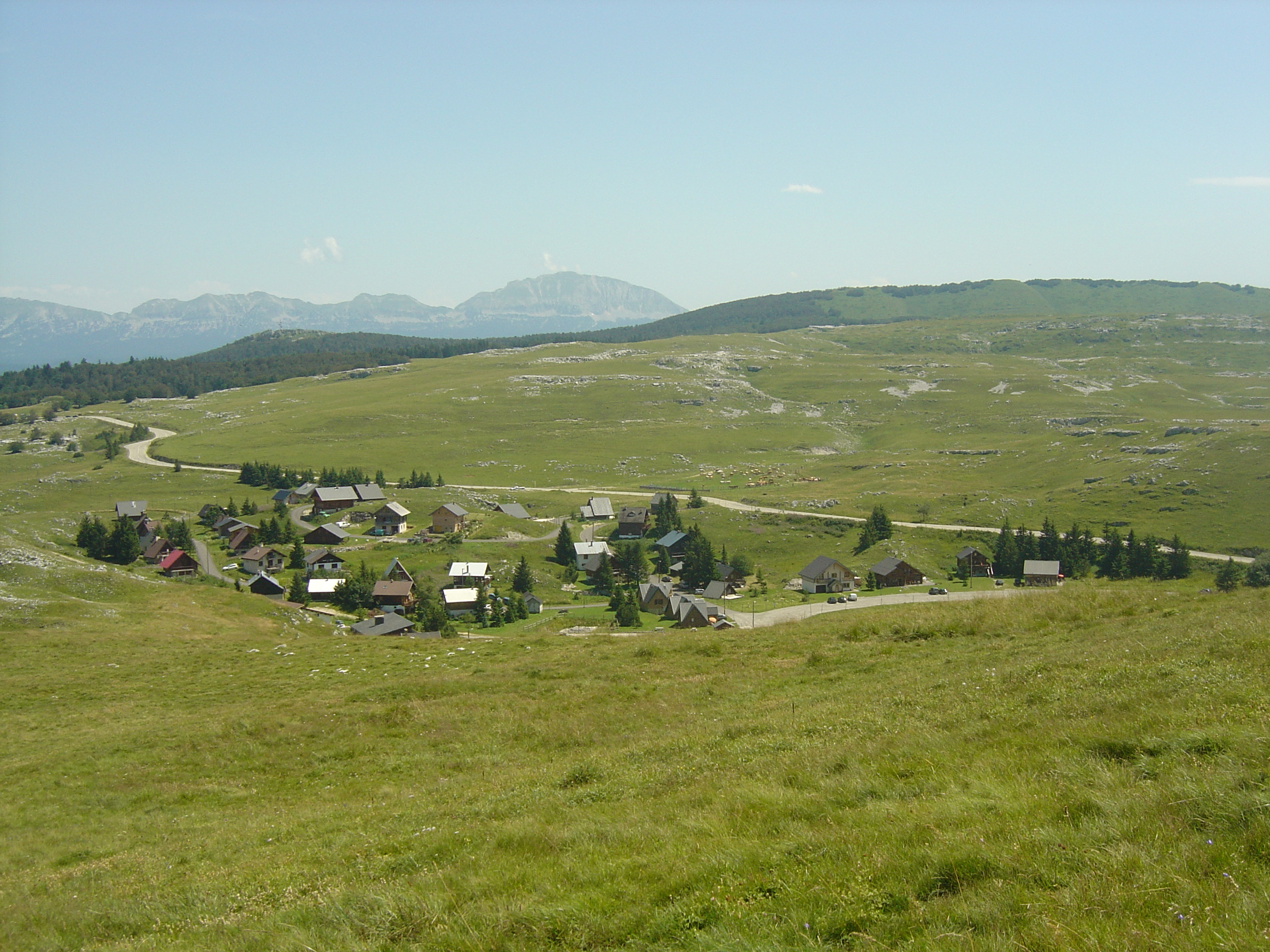
Le plateau de Font d'Urle, dans le nord-est.

### Vallée du Rhône

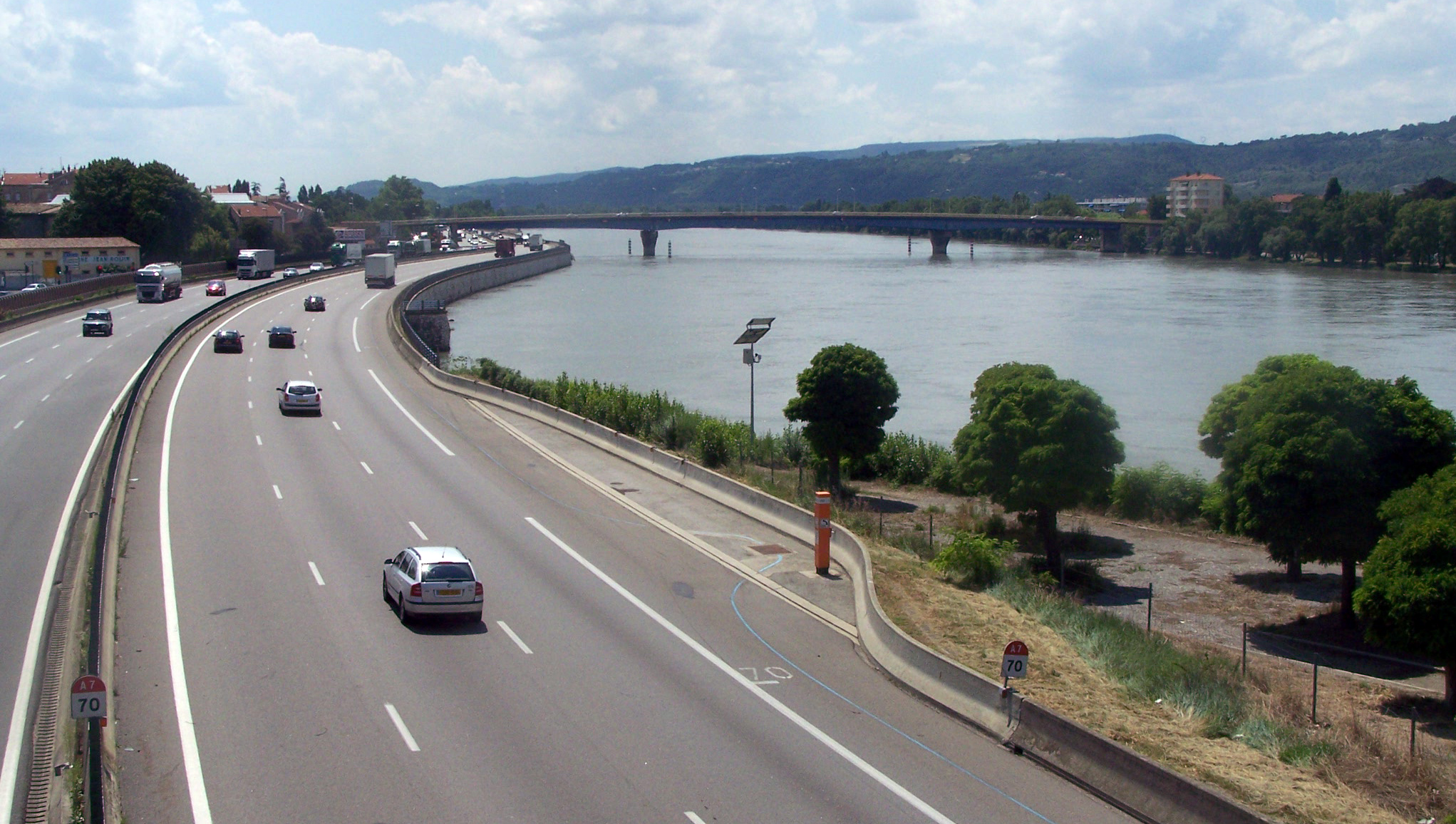
L'autoroute A7 à Valence, dans la vallée du Rhône

La première partie au nord, comprise entre le Rhône et l'Isère, est formée de plaines et de collines dont les plus élevées ne dépassent pas 550 mètres. On y trouve la Valloire (plaine), vallée dorée, terre très fertile, où l'on trouve ruisseaux, rivières et sources en grand nombre, comme celles de la Veuze ou celles des Claires près de Saint-Rambert-d'Albon. Le plateau de Chambaran, en Isère, prolonge vers l'est ces collines qui s'élèvent alors quelque peu en altitude.
La deuxième partie s'étend de l'Isère, au nord, jusqu'à la rivière de l'Eygues, au sud. Elle est bornée à l'ouest par le Rhône et à l'est par une ligne sinueuse de montagnes peu élevées, premiers contreforts des Alpes. Région où des affluents du Rhône quittent des gorges et des vallons étroits pour s'étendre dans les plaines.
Les territoires proches du Rhône se composent de plaines de superficie moyenne, sauf du côté de Montélimar où les montagnes s'éloignent et où la plaine de la Valdaine, qui va du Rhône à Puy-Saint-Martin, s'étend sur 24 kilomètres.
Au sud de Montélimar, les montagnes se resserrent autour du fleuve : au-dessus de Donzère, le Rhône est encadré par les rochers de Châteauneuf-du-Rhône et les montagnes de l'Ardèche au-dessus de la ville de Viviers.

## Le climat
La Drôme est une zone climatique de transition, largement marquée par les différences d'altitude.
Trois formes climatiques se côtoient : le climat continental, le climat montagnard et le climat méditerranéen. Il existe une grande variabilité et un grand mélange entre ces trois influences en fonction de l'endroit où l'on se trouve dans le département. Si les influences méditerranéennes remontent facilement le couloir rhodanien, les influences continentales, aidées par la présence du Mistral, le redescendent avec la même facilité.
Dans le Diois et le Vercors, les caractères montagnards se font nettement sentir avec l'altitude. Le climat est de plus en plus méditerranéen au fur et à mesure que l'on va vers le sud, c'est-à-dire la Drôme provençale.

## Hydrographie
- La Drôme : rivière sauvage ?

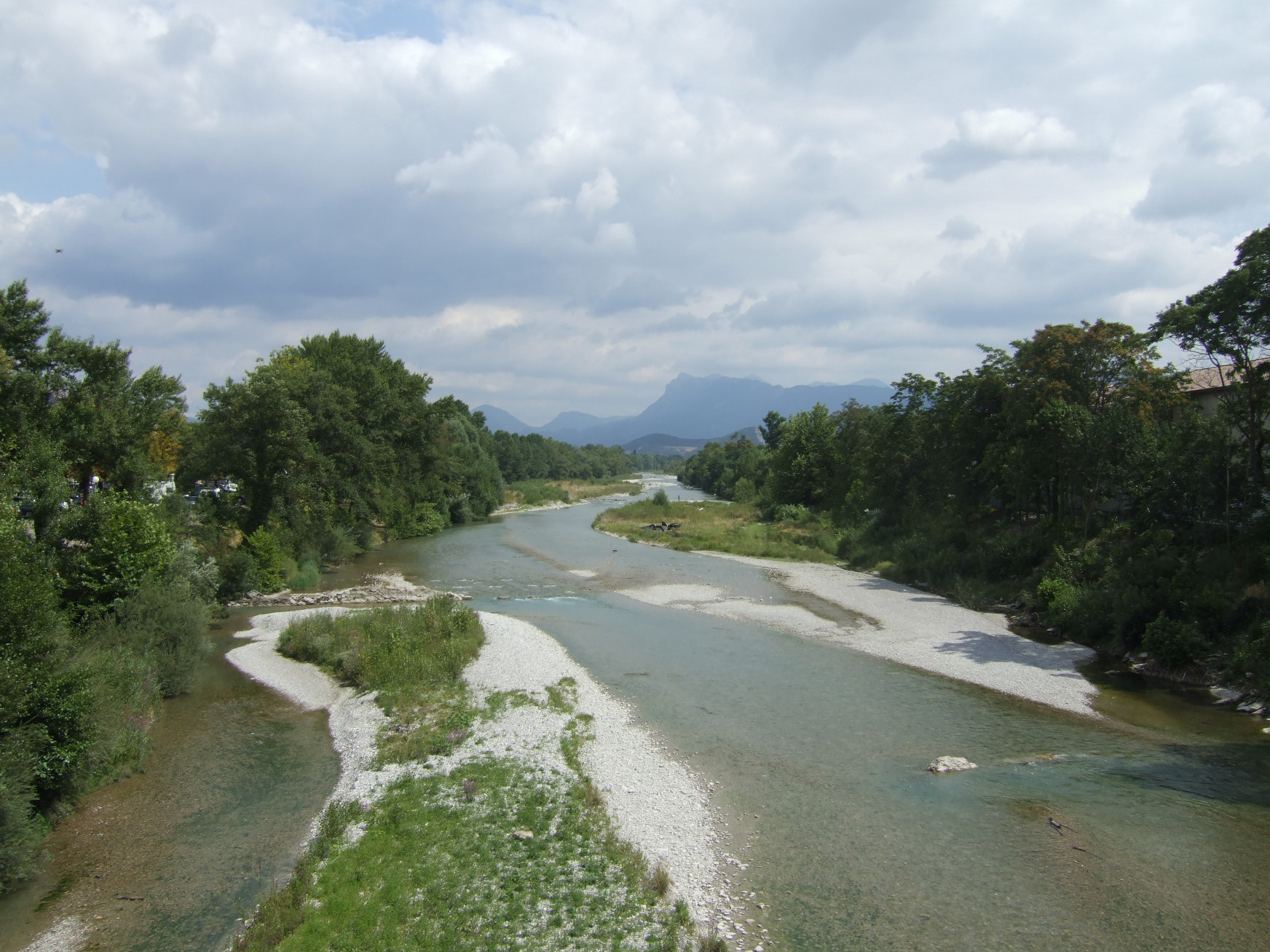
La rivière Drôme à Crest

La rivière Drôme s’écoule sur 108 km d’est en ouest. Elle a donné son nom au département. Son bassin versant couvre une superficie de 1 640 km2, depuis les versants montagneux du Vercors et du Diois (altitude environ 2 000 m, Montagne de Jocou et de Glandasse) jusqu’à la plaine du Rhône (altitude 90 m).
Il est constitué exclusivement de roche sédimentaire, calcaires et marnes, d’origines marines. Les roches calcaires génèrent des bancs de galets dans le lit vif de la rivière. La forte charge de fond et les crues violentes expliquent pourquoi la rivière Drôme forme de multiples bras qu’on appelle le « tressage ». Il s’agit d’un style de morphologie fluviale qui se développe sur de nombreuses rivières du sud-est de la France. Les galets de la rivière ont fait l’objet d’une exploitation intensive dans les années 1960 à 1980. On note un abaissement assez généralisé des profils en long (de la confluence Bez/Drôme à la confluence Drôme/Rhône, plus de 8 millions de m3 ont été perdus de 1928 à 1986.
La Drôme prend sa source au col de Carabès (commune de La Bâtie des Fonds) et se jette dans le Rhône entre les communes de Livron-sur-Drôme et Loriol-sur-Drôme. La ville de Die est située au milieu de son parcours. C’est une rivière torrentueuse qui charrie des galets, des limons et de l’argile au cours de ses crues violentes (environ 900 m3/s. Le 3 décembre 2003 à Loriol). Ces crues peuvent être 30 à 40 fois supérieures au débit moyen de 25 m3/s. à Crest. Ses étiages naturels sont sévères, ne laissant qu’environ 1 m3/s. dans la rivière au mois de septembre. Les pompages agricoles conduisent à l’assèchement de la rivière sur ses dix derniers kilomètres une année sur quatre depuis les vingt dernières années. La rivière Drôme est l’un des dernières rivières permanentes d’Europe sans barrage sur son bassin versant.
Les sites naturels majeurs sont classés en sites Natura 2000 : Sources du Col de Carabès, Marais des Bouligons, Confluent de la Drôme et du Bez, Ramières du Val de Drôme (réserve naturelle nationale), Confluent de la Drôme et du Rhône (réserve nationale de chasse de Printegarde). Ces milieux abritent une faune et une flore exceptionnelles : plus de 650 espèces végétales dans le site des Ramières, importante population de castors d’Europe et de milans noirs et présence d’un poisson endémique du bassin rhodanien, l’apron du Rhône. En été, les activités de plaisance (canoë, baignade) en font un haut lieu touristique.
Les collectivités qui gèrent la rivière Drôme ont remporté le 8e festival international « Riverprize ». Ce prix international récompense les approches innovantes de gestion et de réhabilitation des rivières. La communauté de communes du Val de Drôme, représentant l’ensemble de sa vallée, a déjà été finaliste de ce prix en 2004. Renforçant son dossier, elle a l'année suivante obtenu le 1er prix, le 7 septembre 2005 à Brisbane en Australie.
- Le Rhône :

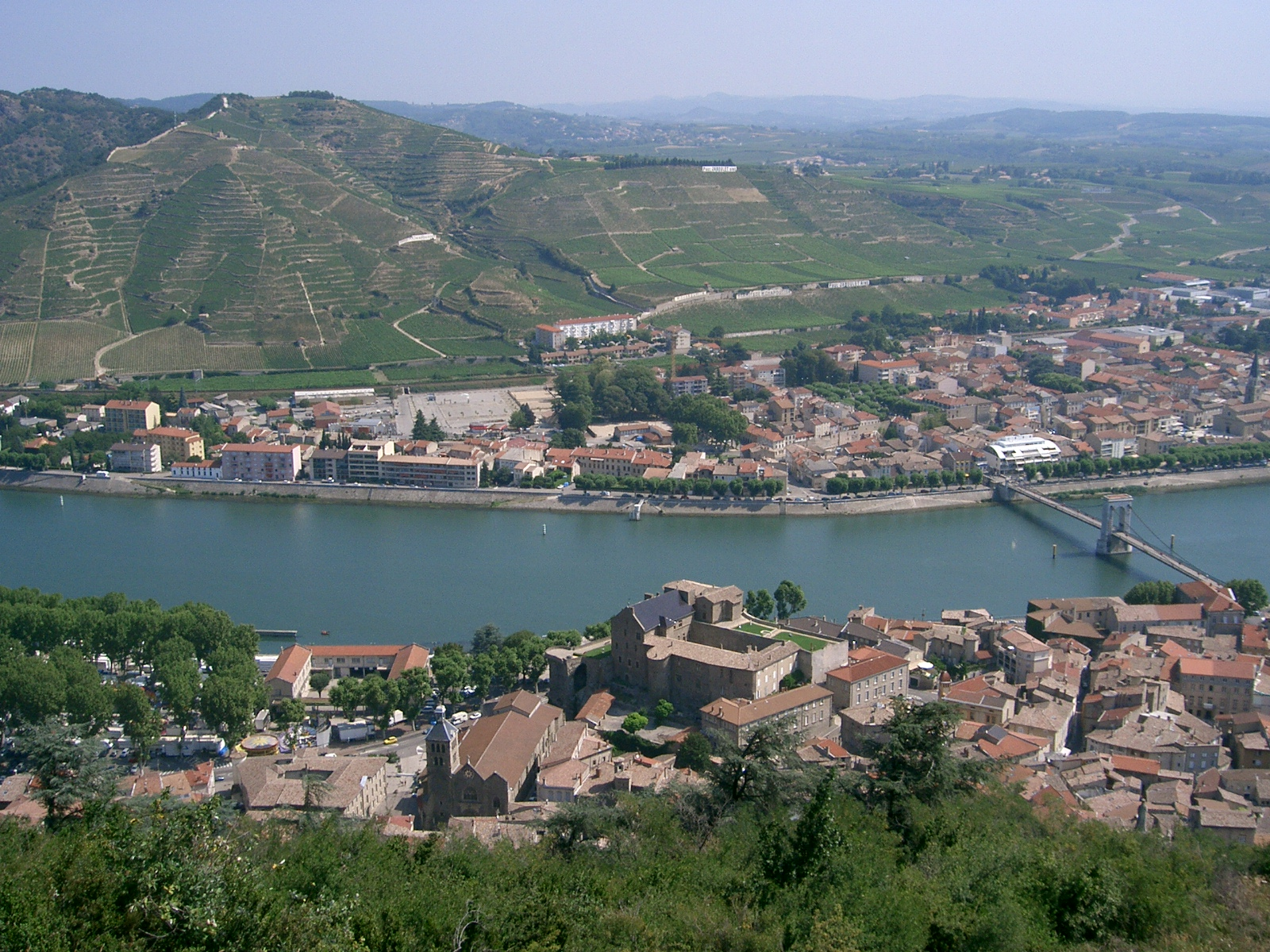
Le Rhône entre Tain-l'Hermitage et Tournon-sur-Rhône (au premier plan).

Le fleuve longe le département de la Drôme sur 125 km entre les communes de Saint-Rambert-d'Albon (à 134 m d’altitude) et Pierrelatte (à 54 m d’altitude). Son principal affluent dans le département est l'Isère qui s'y jette à 10 km en amont de Valence. Au pied du Vercors, la plaine entre Chabeuil et Valence constitue l’ancien lit de l’Isère, lorsque cette rivière se jetait dans le fleuve au sud de Valence, il y a 200 000 ans. Les crues du Rhône sont parfois violentes, le maximum enregistré à Valence est de 6 700 m3/s, le 1er octobre 1993.

### Les résidences secondaires
Selon le recensement général de la population du 1er janvier 2008, 8,2 % des logements disponibles dans le département étaient des résidences secondaires.
Ce tableau indique les principales communes de la Drôme dont les résidences secondaires et occasionnelles dépassent 10 % des logements totaux.